# Кластеризація документів
Кластериза́ція докуме́нтів — одне із завдань інформаційного пошуку.
Метою кластеризації документів є автоматичне виявлення груп семантично схожих документів серед заданої фіксованої множини документів. Слід зазначити, що групи формуються тільки на основі попарної схожості описів документів, і ніякі характеристики цих груп не задаються заздалегідь, на відміну від класифікації документів, де категорії задаються заздалегідь.